# Франклін-Лейкс (Нью-Джерсі)
Франклін-Лейкс (англ. Franklin Lakes) — місто (англ. borough) в США, в окрузі Берген штату Нью-Джерсі. Населення — 11 079 осіб (2020).

## Географія
Франклін-Лейкс розташований за координатами 41°0′27″ пн. ш. 74°12′20″ зх. д. / 41.00750° пн. ш. 74.20556° зх. д. (41.007529, -74.205652).  За даними Бюро перепису населення США в 2010 році місто мало площу 25,51 км², з яких 24,29 км² — суходіл та 1,21 км² — водойми.

## Демографія
Згідно з переписом 2010 року, у селищі мешкало 10 590 осіб у 3527 домогосподарствах у складі 3013 родин. Було 3692 помешкання
Расовий склад населення:
| - 88,9 % — білих - 7,3 % — азіатів - 1,4 % — чорних або афроамериканців |

До двох чи більше рас належало 1,5 %. Частка іспаномовних становила 5,0 % від усіх жителів.
За віковим діапазоном населення розподілялося таким чином: 27,4 % — особи молодші 18 років, 56,2 % — особи у віці 18—64 років, 16,4 % — особи у віці 65 років та старші. Медіана віку мешканця становила 44,9 року. На 100 осіб жіночої статі у селищі припадало 97,0 чоловіків;  на 100 жінок у віці від 18 років та старших — 93,8 чоловіків також старших 18 років.
Середній дохід на одне домашнє господарство  становив 243 441 долар США (медіана — 156 146), а середній дохід на одну сім'ю — 270 648 доларів (медіана — 174 444). Медіана доходів становила 125 179 доларів для чоловіків та 62 463 долари для жінок. За межею бідності перебувало 3,1 % осіб, у тому числі 3,2 % дітей у віці до 18 років та 4,4 % осіб у віці 65 років та старших.
Цивільне працевлаштоване населення становило 5093 особи. Основні галузі зайнятості: освіта, охорона здоров'я та соціальна допомога — 22,2 %, науковці, спеціалісти, менеджери — 20,1 %, фінанси, страхування та нерухомість — 12,0 %, роздрібна торгівля — 10,8 %.